# 仰叶细湿藓
仰叶细湿藓（学名：Campylium stellatum）为柳叶藓科细湿藓属下的一个种。